# 球陽
《球陽》是琉球國三部官修編年史之一，由漢文寫成。其名稱「球陽」是對琉球的雅稱。《球陽》全稱《球陽記事》，在第二尚氏王朝時期簡稱《記事》，《球陽》是琉球處分之後的通稱。
1743年（乾隆八年），唐通事鄭秉哲（伊佐川親方佑實）等奉尚敬王之命編纂，於清乾隆十年（1745年）初步完成；後由從中國留學而歸的史官繼續編寫，直至1876年才被迫停止。
球陽是琉球三部典籍中記載最為詳盡的一部。原書共本卷22卷、附卷3卷；外卷（被命名為「遺老說傳」）3卷、附卷1卷，今部分已亡佚。其內容包羅萬象，涉及琉球王家系譜、國事、政治、經濟、宗教、社會、文化、天文星象以及自然災異等方方面面，是沖繩學研究的重要史料。

## 《球陽》編纂者一覽
- 法司　
  - 蔡溫（具志頭親方文若）
  - 向儉德（今歸仁親方朝見）
  - 向得功（宜野灣親方朝雅）
- 總宗正
  - 尚文思（本部王子朝隆）
  - 向依仁（大城按司朝倚）
  - 向秉乾（國頭親方朝齊）
- 纂修司
  - 鄭秉哲（伊差川親雲上佑實）
  - 蔡宏謨（久高里之子親雲上克定）
  - 梁煌（當間親雲上子明）
  - 毛如苞（和今慶里之子親雲上）

## 球陽的版本
目前已知的存世寫本如下：
1. 日本內閣文庫所藏外務省12冊寫本，架番號為178-398。根據該寫本末的註釋可知，該寫本是依據從馬兼才（與那原親方良傑）處借來的尚家藏本，於1885年（明治十八年）8月由外務省記錄局官員粟田萬次郎抄寫。該寫本字跡工整，但關於琉球與日本外交的歷史記錄被大量刪節，其內容也僅至尚泰王二十三年止。
2. 日本內閣文庫所藏外務省13冊寫本，架番號為178-381。這個版本與內閣文庫12冊本內容相同。
3. 筑波大學附屬圖書館藏本，共分為21冊。這個版本筆跡較為潦草。該寫本內容較為全面，其記載的內容直到1879年琉球被日本吞併為止。

此外，近代學者新垣義夫、宮里榮輝也對《球陽》進行整理校訂。

## 球陽目錄
《球陽》各寫本的目錄存在著很大差異。
- 本卷：
  - 卷一：天孫氏 舜天王 舜馬順熙王 義本王 英祖王 大成王 英慈王 玉城王 西威王 察度王 武寧王
  - 卷二：尚思紹王 尚巴志王 尚忠王 尚思達王 尚金福王 尚泰久王 尚德王
  - 卷三：尚圓王 尚宣威王 尚真王
  - 卷四：尚清王 尚元王 尚永王 尚寧王
  - 卷五：尚豐王 尚賢王
  - 卷六：尚質王
  - 卷七：尚貞王（一）自元年起至十四年
  - 卷八：尚貞王（二）自十五年起至二十九年
  - 卷九：尚貞王（三）自三十年起至四十一年
  - 卷十：尚敬王（一）自元年起至八年
  - 卷十一：尚敬王（二）自九年起至十六年
  - 卷十二：尚敬王（三）自十七年起至二十年
  - 卷十三：尚敬王（四）自二十一年起至三十年
  - 卷十四：尚敬王（五）自三十一年起至三十二年
  - 卷十五：尚穆王（一）自元年起至十九年
  - 卷十六：尚穆王（二）自二十年起至三十二年
  - 卷十七：尚穆王（三）自三十二年起至四十年
  - 卷十八：尚穆王（四）自三十九年起至四十三年
  - 卷十九：尚溫王（全）自元年起至八年 尚成王自元年起止于元年
  - 卷二十：尚灝王（全）自元年起至三十一年
  - 卷二十一：尚育王（一）自元年起至十年[1]
  - 卷二十二：尚育王（二）自十年起至十三年[1]
  - 卷二十三：尚泰王自元年起至十年[2]
  - 卷二十四：尚泰王自十一年起至二十九年[2]
- 外卷：
  - 外卷之一：遺老說傳[3]
  - 外卷之二：遺老說傳[3]
  - 外卷之三：遺老說傳[3]
  - 外附卷（全）：遺老說傳[3]
- 附卷：
  - 附卷一：尚寧王 尚豐王 尚賢王 尚質王[4]
  - 附卷二：尚貞王 尚益王[4]
  - 附卷三：尚敬王 尚穆王 尚溫王 尚灝王 尚育王[5]
  - 附卷：尚泰王[5]

## 腳註
1. 1 2  筑波大學藏本將尚育王合為卷二十一，日本內閣文庫藏本則拆分為卷二十一和卷二十二。
2. 1 2  筑波大學藏本將尚育王合為卷二十二，日本內閣文庫藏本則拆分為卷二十三和卷二十四。且筑波大學藏本的記載止於尚泰王二十九年，日本內閣文庫藏本則止於二十三年。
3. 1 2 3 4  筑波大學藏本外卷列於附卷之前，日本內閣文庫藏本外卷則列於附卷之後。
4. 1 2  日本內閣文庫藏本以尚寧王、尚豐王、尚賢王、尚質王為附卷一，尚貞王為尚益王附卷二。筑波大學藏本則合併為附卷一。
5. 1 2  日本內閣文庫藏本以尚敬王、尚穆王、尚溫王、尚灝王、尚育王為附卷三，尚泰王單獨列出一個無編號的附卷。筑波大學藏本則合併為附卷二。

## 外部連結
- 《球陽》（共五個版本），
- 《球陽》下載，（第一包[永久]、第二包[永久]）